# Хипергигант
Хипергигант е звезда с огромна маса и светимост.

## Характеристики
Хипергигантите са големи поне колкото свръхгигантите, имат маса над 100 пъти превишаваща тази на Слънцето. Хипергигантите не винаги са по-големи (по обем) от свръхгигантите, но обикновено са по-тежки (по маса). Те се доближават до границата на Едингтън - теоретичния лимит на звездната маса (около 120 слънчеви маси), при която звездата произвежда толкова много радиация, че сама изхвърля в пространството повърхностните си пластове. Някои хипергиганти изглежда тежат повече от 100 слънчеви маси и вероятно някога са достигали 200 до 250 слънчеви маси, като по този начин поставят предизвикателство пред съвременните теории за раждането и за еволюцията на звездите.
Хипергигантите са най-ярките звезди, със светимост хиляди или милиони пъти по-висока от тази на слънцето. Тяхната температура, обаче, варира в широки граници между 3500 K и 35 000 К. Почти всички хипергиганти имат променлива светимост, която се дължи на нестабилност на вътрешността при умерена температура и високо налягане.
Спрямо другите космически обекти, хипергигантите имат изключително кратък живот, който трае между 1 и 3 милиона години. В края на живота си те експлодират в свръхнова или хипернова. Според теоретични схващания, хипергигант избухнал в свръхнова или хипернова ще се превърне в черна дупка, въпреки че според създадената теория за механизма на двойно нестабилната свръхнова, звездата би била напълно унищожена.

## Известни хипергиганти
Изучаването на хипергигантите е трудно, защото те са изключително рядко срещани. Били са известни само 7 хипергиганта в Млечния път; още няколко са открити в Магелановите облаци.
Вероятно има горна граница на светимостта на най-студените хипергиганти (тези с жълт или червен цвят) – никой от тях не е по-ярък от абсолютна звездна величина -9.5, което съответства на приблизително 500 000 пъти светимостта на Слънцето. Причините за това са все още неизвестни.

### Сини променливи звезди
Най-масивните сини променливи звезди се класифицират като хипергиганти, а те са и най-ярките познати звезди:
- P Лебед, в северното съзвездие Лебед.
- S Златна рибка, в близка галактика на име Голям Магеланов облак, в южното съзвездие Златна рибка. В тази галактика се намира и Свръхнова 1987А.
- Ета Кил, в звездния куп NGC 3372 в южното съзвездие Кил. Ета Кораб е изключително тежка звезда, вероятно с маса около 120-150 пъти колкото тази на Слънцето и е 4-5 милиона пъти по-ярка.
- Pistol star, близо до центъра на Млечния път, в съзвездието Стрелец. Тази звезда вероятно е 150 пъти по-тежка от Слънцето и около 1,7 млн. пъти по-ярка.
- Няколко звезди в звездния куп 1806-20 от отсрещната страна на Млечния път. Една от тези звезди, LBV 1806-20, е най-ярката позната звезда, 2 до 40 милиона пъти по-ярка от Слънцето и също така една от най-тежките.

### Сини хипергиганти
- Zeta-1 Скорпион, най-ярката звезда от звездната асоциация Скорпион OB1.
- MWC 314, в съзвездието Орел
- HD 169454, в Щит
- BD -14° 5037, сравнително близък.
- Cygnus OB2 #12

### Жълти хипергиганти
Жълтите хипергиганти са изключително рядък клас звезди, като в нашата галактика са познати едва седем:
- Ро Касиопея, в северното околополюсно съзвездие Касиопея. Светимостта му е около 500 000 слънчеви светимости.
- HR 8752
- IRC+10420

### Червени хипергиганти
- VY Canis Majoris
- WOH G64
- VV Цефей
- RW Цефей
- NML Лебед
- VX Стрелец
- S Персей